# Consiglio Nazionale delle Ricerche

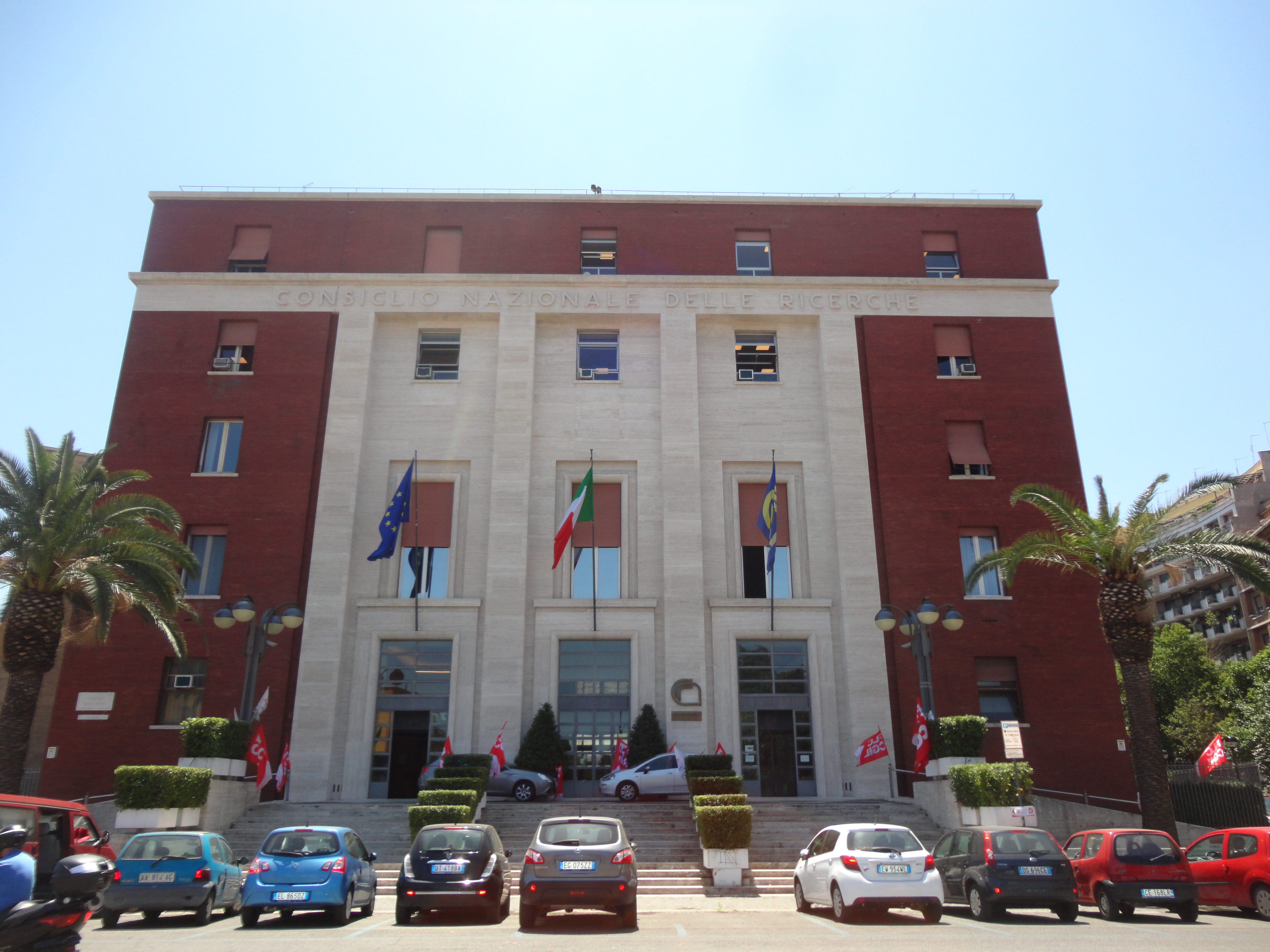
Hauptsitz des CNR in Rom

Der Consiglio Nazionale delle Ricerche (CNR; deutsch Nationaler Forschungsrat) ist eine italienische Behörde mit Sitz in Rom, die die Aufgabe hat, Forschungs- und Entwicklungsarbeiten in allen Wissenschaften zu fördern und zu unterstützen. Der CNR hat in Italien eine zentrale Stellung im Bereich der Grundlagenforschung. Er koordiniert nicht nur die Arbeit verschiedener anderer Forschungsinstitutionen, sondern verfügt über zahlreiche eigene Forschungsinstitute, die u. a. auch eng mit den Universitäten zusammenarbeiten. Der CNR wurde 1923 gegründet. Er kann etwa mit der deutschen Max-Planck-Gesellschaft, der Österreichischen Akademie der Wissenschaften oder dem spanischen CSIC verglichen werden.

## CNR-Institute
Sieben CNR-Abteilungen (departments) koordinieren die Aktivitäten nachstehender Institute (Stand 2021):
- Istituto dei materiali per l’elettronica ed il magnetismo (IMEM), Parma
- Istituto dei sistemi complessi (ISC), Rom
- Istituto di analisi dei sistemi ed informatica “Antonio Ruberti” (IASI), Rom
- Istituto di biochimica e biologia cellulare (IBBC), Neapel
- Istituto di biofisica (IBF), Genua
- Istituto di bioimmagini e fisiologia molecolare (IBFM), Segrate
- Istituto di biologia e biotecnologia agraria (IBBA), Mailand
- Istituto di biologia e patologia molecolari (IBPM), Rom
- Istituto di biomembrane, bioenergetica e biotecnologie molecolari (IBIOM), Bari
- Istituto di bioscienze e biorisorse (IBBR), Bari
- Istituto di biostrutture e bioimmagini (IBB), Neapel
- Istituto di calcolo e reti ad alte prestazioni (ICAR), Rende
- Istituto di chimica biomolecolare (ICB), Pozzuoli
- Istituto di chimica dei composti organo metallici (ICCOM), Sesto Fiorentino
- Istituto di chimica della materia condensata e di tecnologie per l’energia (ICMATE), Padua
- Istituto di cristallografia (IC), Bari
- Istituto di elettronica e di ingegneria dell’informazione e delle telecomunicazioni (IEIIT), Turin
- Istituto di farmacologia traslazionale (IFT), Rom
- Istituto di fisica applicata “Nello Carrara” (IFAC), Sesto Fiorentino
- Istituto di fisiologia clinica (IFC), Pisa
- Istituto di fotonica e nanotecnologie (IFN), Mailand
- Istituto di genetica e biofisica “Adriano Buzzati Traverso” (IGB), Neapel
- Istituto di genetica molecolare “Luigi Luca Cavalli Sforza” (IGM), Pavia
- Istituto di geologia ambientale e geoingegneria (IGAG), Montelibretti
- Istituto di geoscienze e georisorse (IGG), Pisa
- Istituto di informatica e telematica (IIT), Pisa
- Istituto di informatica giuridica e sistemi giudiziari (IGSG), Florenz
- Istituto di ingegneria del mare (INM), Rom
- Istituto di linguistica computazionale “Antonio Zampolli” (ILC), Pisa
- Istituto di matematica applicata e tecnologie informatiche “Enrico Magenes” (IMATI), Pavia
- Istituto di metodologie per l’analisi ambientale (IMAA), Tito Scalo
- Istituto di nanotecnologia (NANOTEC), Lecce
- Istituto di neuroscienze (IN), Pisa
- Istituto di ricerca genetica e biomedica (IRGB), Monserrato
- Istituto di ricerca per la protezione idrogeologica (IRPI), Perugia
- Istituto di ricerca su innovazione e servizi per lo sviluppo (IRISS), Neapel
- Istituto di ricerca sugli ecosistemi terrestri (IRET), Porano
- Istituto di ricerca sulla crescita economica sostenibile (IRCRES), Moncalieri
- Istituto di ricerca sulle acque (IRSA), Monterotondo Stazione
- Istituto di ricerche sulla popolazione e le politiche sociali (IRPPS), Rom
- Istituto di scienza e tecnologia dei materiali ceramici (ISTEC), Faenza
- Istituto di scienza e tecnologie dell’informazione “Alessandro Faedo” (ISTI), Pisa
- Istituto di scienze applicate e sistemi intelligenti “Eduardo Caianiello” (ISASI), Pozzuoli
- Istituto di scienze del patrimonio culturale (ISPC), Neapel
- Istituto di scienze dell’alimentazione (ISA), Avellino
- Istituto di scienze dell’atmosfera e del clima (ISAC), Bologna
- Istituto di scienze delle produzioni alimentari (ISPA), Bari
- Istituto di scienze e tecnologie chimiche “Giulio Natta” (SCITEC), Mailand
- Istituto di scienze e tecnologie della cognizione (ISTC), Rom
- Istituto di scienze e tecnologie per l’energia e la mobilità sostenibili (STEMS), Neapel
- Istituto di scienze marine (ISMAR), Venedig
- Istituto di scienze polari (ISP), Mestre
- Istituto di sistemi e tecnologie industriali intelligenti per il manifatturiero avanzato (STIIMA), Mailand
- Istituto di storia dell’Europa mediterranea (ISEM), Cagliari
- Istituto di struttura della materia (ISM), Rom
- Istituto di studi giuridici internazionali (ISGI), Rom
- Istituto di studi sui sistemi regionali federali e sulle autonomie “Massimo Severo Giannini” (ISSIRFA), Rom
- Istituto di studi sul Mediterraneo (ISMed), Neapel
- Istituto di tecnologie avanzate per l’energia “Nicola Giordano” (ITAE), Messina
- Istituto di tecnologie biomediche (ITB), Segrate
- Istituto nanoscienze (NANO), Pisa
- Istituto nazionale di ottica (INO), Florenz
- Istituto officina dei materiali (IOM), Triest
- Istituto opera del vocabolario italiano (OVI), Florenz
- Istituto per la bioeconomia (IBE), Sesto Fiorentino
- Istituto per i polimeri, Compositi e biomateriali (IPCB), Pozzuoli
- Istituto per i processi chimico-fisici (IPCF), Messina
- Istituto per i sistemi agricoli e forestali del mediterraneo (ISAFoM), Portici
- Istituto per i sistemi biologici (ISB), Monterotondo
- Istituto per il lessico intellettuale europeo e storia delle idee (ILIESI), Rom
- Istituto per il rilevamento elettromagnetico dell’ambiente (IREA), Neapel
- Istituto per il sistema produzione animale in ambiente Mediterraneo (ISPAAM), Neapel
- Istituto per l’endocrinologia e l’oncologia “Gaetano Salvatore” (IEOS), Neapel
- Istituto per la microelettronica e microsistemi (IMM), Catania
- Istituto per la protezione sostenibile delle piante (IPSP), Turin
- Istituto per la ricerca e l’innovazione biomedica (IRIB), Palermo
- Istituto per la scienza e tecnologia dei plasmi (ISTP), Mailand
- Istituto per la sintesi organica e la fotoreattività (ISOF), Bologna
- Istituto per la storia del pensiero filosofico e scientifico moderno (ISPF), Neapel
- Istituto per la tecnologia delle membrane (ITM), Rende
- Istituto per le applicazioni del calcolo “Mauro Picone” (IAC), Rom
- Istituto per le risorse biologiche e le biotecnologie marine (IRBIM), Messina
- Istituto per le tecnologie della costruzione (ITC), San Giuliano Milanese
- Istituto per le tecnologie didattiche (ITD), Genua
- Istituto per lo studio degli impatti antropici e sostenibilità in ambiente marino (IAS), Rom
- Istituto per lo studio dei materiali nanostrutturati (ISMN), Monterotondo Stazione
- Istituto sull’inquinamento atmosferico (IIA), Monterotondo
- Istituto superconduttori, materiali innovativi e dispositivi (SPIN), Genua

## Weitere staatliche italienische Forschungseinrichtungen

### ENEA
Die Agenzia Nazionale per le Nuove Tecnologie, l’Energia e lo Sviluppo economico sostenibile (ENEA, deutsch „Italienische Agentur für neue Technologien, Energie und Nachhaltige Entwicklung“) ist eine staatliche Forschungsorganisation, die Grundlagenforschung und angewandte Forschung vor allem im Bereich der Zukunftstechnologie und der erneuerbaren Energien durchführt. Sie wurde 1960 aus dem CNR ausgegliedert.

### Autonome Institute
Nachstehende Forschungsinstitute unterstehen italienischen Ministerien und anderen staatlichen Stellen unmittelbar. Sie arbeiten mit dem CNR zusammen.
- Agenzia Spaziale Italiana (ASI)
- Centro Italiano Ricerche Aerospaziali (CIRA)
- Istituto Nazionale di Ricerca Metrologica (IRiM)
- Istituto Nazionale di Astrofisica (INAF)
- Istituto Nazionale di Economia Agraria (INEA)
- Istituto Nazionale di Geofisica e Vulcanologia (INGV)
- Istituto Nazionale per la Fisica della Materia (INFM)
- Istituto Nazionale di Fisica Nucleare (INFN)
- Istituto Nazionale di Ottica Applicata (INOA)
- Istituto Nazionale di Oceanografia e di Geofisica Sperimentale (OGS)
- Istituto Sperimentale di Viticoltura (ISV)
- Istituto superiore di sanità (ISS; untersteht dem Gesundheitsministerium)
- Istituto Superiore per la Prevenzione e Sicurezza sul Lavoro (ISPESL, untersteht dem Gesundheitsministerium)[5]